# Mohács
Mohács è una città dell'Ungheria situata nella contea di Baranya, nella regione del Transdanubio Meridionale di 19.129 abitanti (dati 2009).
Nei pressi della città si svolsero due battaglie decisive per la storia ungherese:
- la Battaglia di Mohács (1526), che segnò l'inizio della dominazione Ottomana in Ungheria.
- la Battaglia di Mohács (1687), che ne segnò la fine.

## Società

### Evoluzione demografica
Secondo i dati del censimento 2001 il 93,0% degli abitanti è di etnia ungherese.

## Eventi
- Busójárás, festa popolare che si tiene la domenica precedente il mercoledì delle ceneri.

## Amministrazione

### Gemellaggi
Mohács è gemellata con:
- Bensheim
- Beli Manastir
- Câmpia Turzii
- Wattrelos
- Siemianowice Śląskie